# Решетников Федір Григорович
Федір Григорович Решетников (25 листопада 1919 — 19 червня 2011) — російський і радянський хімік, фізико-хімік і металург, доктор технічних наук, професор, Заслужений діяч науки та техніки, академік РАН (1992; член-кореспондент АН СРСР з 1974). Лауреат двох Державних премій СРСР.
Провідний спеціаліст у галузі атомної металургії, розробив технологію отримання плутонію для першої радянської атомної бомби. Керував роботами зі створення промислових технологій одержання урану, плутонію, цирконію та їх сплавів для АЕС.

## Біографія
Народився 25 листопада 1919 року в селі Марчихина Буда (нині Ямпільський район Сумської області).
- 1937—1942 — навчання в Московському інституті кольорових металів і золота ім. М. В. Калініна;
- листопад 1945 — початок роботи в інституті атомної промисловості НДІ-9 (нині Високотехнологічний НДІ неорганічних матеріалів ім. академіка А. А. Бочвара (ВНДІНМ)) ;
- 1952 — захистив кандидатську дисертацію;
- 1960 — захистив докторську дисертацію;
- 1964 — присвоєно вчене звання професора;
- 1966 — заступник директора Всесоюзного науково-дослідного інституту неорганічних матеріалів (ВНДІНМ);
- 1974 — член-кореспондент АН СРСР;
- 1977 — перший заступник директора інституту ВНДІНМ;
- 1992 — академік РАН.

Займався розробкою фізико-хімічних основ і технології процесів отримання рідкісних та радіоактивних металів, а також ядерного пального (карбідів, нітридів та інших сполук) для тепловиділяючих елементів атомних електростанцій.
Помер 19 червня 2011 року в Москві після важкої й тривалої хвороби. Похований на Троєкуровському кладовищі.

## Нагороди та визнання
- Орден «За заслуги перед Вітчизною» IV ступеня (1995)[6];
- три ордени Трудового Червоного Прапора;
- два ордени «Знак Пошани»;
- Державна премія СРСР (1951, 1975, 1985)[7];
- премія імені В. Г. Хлопіна РАН;
- премія «Тріумф» (2009);
- нагрудний знак «Ю. П. Славський»;
- почесний знак «Ветеран атомної енергетики та промисловості»;
- Медаль «У пам'ять 850-річчя Москви»;
- двічі лауреат гранту Опікунської ради та Президіуму фонду сприяння вітчизняній[де?] науці (2003 і 2004) в номінації «Видатні вчені РАН»[8];
- член бюро відділення РАН;
- член експертної комісії з виборів в РАН;
- член Наукової Ради РАН з наукових основ хімічної технології;
- 25 років очолював Експертну раду ВАК по тематиці Мінатому;
- член Комітету з Ленінських і Державних премій по роботах Мінатому;
- член секції Комітету з Державних премій РФ у галузі хімічної технології та металургії.

## Наукові праці
- Свойства и поведение под облучением карбидных, нитридных, фосфидных и других топливных композиций (соавтор), «Атомная энергия», 1971, т. 31, в. 4:
- Исследование методов изготовления сердечников из монокарбида, мононитрида, карбонитрида для твэлов быстрых реакторов, «Атомная энергия», 1973, т. 35, в. 6 (соавтор).